# Nick Nickell
Frank T. „Nick” Nickell (ur. 7 września 1947 w Raleigh) – amerykański brydżysta, World Grand Master (WBF).
Frank Nickell jest prezesem i dyrektor generalnym firmy Kelso & Company.
Frank Nickell jest twórcą profesjonalnego zespołu brydżystów, który 4 razy zdobył mistrzostwo świata.
Od roku 2010 Nick Nickell jest członkiem Zarządu WBF oraz członkiem Komitetu Graczy Profesjonalnych WBF.
W roku 2008 Nick Nickell został uhonorowany przyjęciem do galerii sław ACBL.

## Wyniki brydżowe

### Olimpiady
Na olimpiadach uzyskał następujące rezultaty:
| Olimpiady Brydżowe. Zawody teamów | Olimpiady Brydżowe. Zawody teamów | Olimpiady Brydżowe. Zawody teamów   | Olimpiady Brydżowe. Zawody teamów | Olimpiady Brydżowe. Zawody teamów | Olimpiady Brydżowe. Zawody teamów |
| Rok                               | Miejsce                           | Zawody                              | Kategoria                         | Drużyna                           | Pozycja                           |
| --------------------------------- | --------------------------------- | ----------------------------------- | --------------------------------- | --------------------------------- | --------------------------------- |
| 2012                              | Lille                             | 2. Olimpiada Sportów Umysłowych     | Open                              | USA                               | 5                                 |
| 2008                              | Pekin                             | 1 Olimpiada Sportów Umysłowych      | Open                              | USA                               | 9                                 |
| 2002                              | Salt Lake City                    | 4 Mistrzostwa o Wielką Nagrodę MKOL | Open                              | USA                               | 8                                 |
| 2000                              | Lozanna                           | 3 Mistrzostwa o Wielką Nagrodę MKOL | Open                              | USA                               | 3                                 |

### Zawody światowe
W światowych zawodach zdobył następujące lokaty:
| Mistrzostwa Świata. Konkurencja teamów | Mistrzostwa Świata. Konkurencja teamów | Mistrzostwa Świata. Konkurencja teamów | Mistrzostwa Świata. Konkurencja teamów | Mistrzostwa Świata. Konkurencja teamów | Mistrzostwa Świata. Konkurencja teamów |
| Rok                                    | Miejsce                                | Zawody                                 | Kategoria                              | Drużyna                                | Pozycja                                |
| -------------------------------------- | -------------------------------------- | -------------------------------------- | -------------------------------------- | -------------------------------------- | -------------------------------------- |
| 2014                                   | Sanya                                  | 14. Seria Mistrzostw Świata            | Open                                   | Nickell                                | 9                                      |
| 2010                                   | Filadelfia                             | 13 Seria Mistrzostw Świata             | Open                                   | Nickell                                | 2                                      |
| 2009                                   | São Paulo                              | 39 Mistrzostwa Świata Teamów           | Open                                   | USA 2                                  | 1                                      |
| 2007                                   | Szanghaj                               | 38 Mistrzostwa Świata Teamów           | Open                                   | USA 2                                  | 11                                     |
| 2006                                   | Werona                                 | 12 Mistrzostwa Świata                  | Open                                   | Nickell                                | 5                                      |
| 2005                                   | Estoril                                | 37 Mistrzostwa Świata Teamów           | Open                                   | USA 1                                  | 2                                      |
| 2003                                   | Monte Carlo                            | 36 Mistrzostwa Świata Teamów           | Open                                   | USA 1                                  | 1                                      |
| 2002                                   | Montreal                               | 11 Mistrzostwa Świata                  | Open                                   | Nickell                                | 9                                      |
| 2001                                   | Paryż                                  | 35 Mistrzostwa Świata Teamów           | Open                                   | USA 1                                  | 5                                      |
| 2000                                   | Southampton                            | 34 Mistrzostwa Świata Teamów           | Open                                   | USA 1                                  | 1                                      |
| 1998                                   | Lille                                  | 10 Mistrzostwa Świata                  | Open                                   | Walvick                                | 17                                     |
| 1997                                   | Hammamet                               | 33 Mistrzostwa Świata Teamów           | Open                                   | USA 2                                  | 2                                      |
| 1995                                   | Pekin                                  | 32 Mistrzostwa Świata Teamów           | Open                                   | USA 2                                  | 1                                      |
| 1994                                   | Albuquerque                            | 9 Mistrzostwa Świata                   | Open                                   | Freeman                                | 33                                     |

| Mistrzostwa Świata. Konkurencja par | Mistrzostwa Świata. Konkurencja par | Mistrzostwa Świata. Konkurencja par | Mistrzostwa Świata. Konkurencja par | Mistrzostwa Świata. Konkurencja par | Mistrzostwa Świata. Konkurencja par |
| Rok                                 | Miejsce                             | Zawody                              | Kategoria                           | Partner                             | Pozycja                             |
| ----------------------------------- | ----------------------------------- | ----------------------------------- | ----------------------------------- | ----------------------------------- | ----------------------------------- |
| 2014                                | Sanya                               | 14. Seria Mistrzostw Świata         | Open                                | Ralph Katz                          | 70                                  |
| 2010                                | Filadelfia                          | 13 Mistrzostwa Świata               | Open                                | Ralph Katz                          | 38                                  |
| 1994                                | Albuquerque                         | 9 Mistrzostwa Świata                | Open                                | Brian Glubok                        | 62                                  |

## Klasyfikacja
- Nick Nickell – klasyfikacja WBF (ang.)